# 穆罕默德·福图希
穆罕默德·福图希（波斯語：‎，1990年12月5日—），伊朗男子击剑运动员，主攻佩剑，2017年世界大运会男子佩剑团体银牌得主和男子佩剑个人铜牌得主、2022年亚洲运动会男子佩剑团体铜牌得主。